# Blok Julii Tymoszenko
Blok Julii Tymoszenko (ukr. Блок Юлії Тимошенко, BJuT) – ukraińska koalicja polityczna skupiona wokół Julii Tymoszenko.

## Historia

### Powstanie i wybory 2002
Blok został powołany na jesieni 2001 przed wyborami parlamentarnymi w 2002, w których zdobył 7,2% głosów i 21 mandatów w 450-osobowym parlamencie. W skład koalicji weszło kilka umiarkowanie nacjonalistycznych oraz centrolewicowych partii:
- Wszechukraińska Koalicja „Batkiwszczyna” (Всеукраїнське об'єднання „Батьківщина”, Ojcowizna, lider: Julia Tymoszenko),
- Ukraińska Partia Socjaldemokratyczna (Українська Соціал-Демократична Партія, USDP, lider: Wasyl Onopenko),
- Ukraińska Partia Ludowa „Zgromadzenie” (Українська Народна партія „Собор”, Sobór, lider: Anatolij Matwijenko),
- Ukraińska Partia Republikańska (Українська Республіканська партія, URP, lider: Łewko Łukjanenko).

Wkrótce po wyborach Sobór i URP połączyły się, tworząc nowe ugrupowanie pod nazwą Ukraińska Partia Republikańska „Zjednoczenie” (Українська Республіканська Партія „Собор”, Sobór).

### Lata 2002–2005
Koalicja pozostała w opozycji do nowego rządu Wiktora Janukowycza, tracąc kilku deputowanych, którzy przeszli do wspierającej Łeonida Kuczmę większości.
W wyborach prezydenckich w 2004 blok poparł Wiktora Juszczenkę, działał w ramach pomarańczowej rewolucji. Po wyborczym zwycięstwie 24 stycznia 2005 przewodnicząca sojuszu Julia Tymoszenko została premierem, blok stał się natomiast częścią koalicji rządowej. Najbliższy współpracownik liderki, Ołeksandr Turczynow, objął stanowisko szefa Służby Bezpieczeństwa Ukrainy. Jednak już 8 września 2005 koalicja rządowa się rozpadła, a Julia Tymoszenko została odwołana przez prezydenta. Blok, który formalnie opuściła partia Sobór, przeszedł do opozycji.

### Wybory 2006
Przed wyborami parlamentarnymi w 2006 porozumienie o wspólnym starcie podpisali przedstawiciele Batkiwszczyny i Ukraińskiej Partii Socjaldemokratycznej. Dodatkowo blok wzmocniła grupa polityków partii Reformy i Porządek (m.in. były wicepremier Mykoła Tomenko i były minister gospodarki Serhij Teriochin), działacze Soboru skupieni wokół Łewka Łukjanenki, nacjonalistyczny poseł Andrij Szkil. Na listę wyborczą przyjęto także znaczną grupę oligarchów, w tym licznych deputowanych biznesmenów i agrarystów do 2004 wspierających większość. Do Batkiwszczyny przystąpili m.in. posłowie Kostiantyn Żewaho (znajdujący się w pierwszej dziesiątce rankingu najbogatszych Ukraińców), Tarieł Wasadze (prezes konsorcjum UkrAvto), Bohdan Hubski (partner biznesowy Wiktora Medwedczuka, nazywany „kuczmowskim kasjerem”), bracia Ołeksandr i Serhij Buriakiowie i inni.
Koalicja stała się konkurentem „pomarańczowej” Naszej Ukrainy. W wyborach otrzymała 22,29% głosów, zajmując drugie miejsce (za Partią Regionów), otrzymując 129 mandatów.

### Lata 2006–2007
Po bezskutecznych próbach reaktywacji tzw. pomarańczowej koalicji i przejściu socjalistów na stronę Wiktora Janukowycza blok znalazł się w opozycji. Na początku 2007 podpisano porozumienie o współpracy z Blokiem Nasza Ukraina. Koalicja wsparła dekret prezydenta o rozwiązaniu Rady Najwyższej i rozpisaniu przedterminowych wyborów. Jednocześnie do parlamentarnej większości przeszło ponad 20 deputowanych (przy czym lojalność wobec bloku wykazała przeważająca większość partyjnych sponsorów).

### Wybory 2007 i nowy rząd

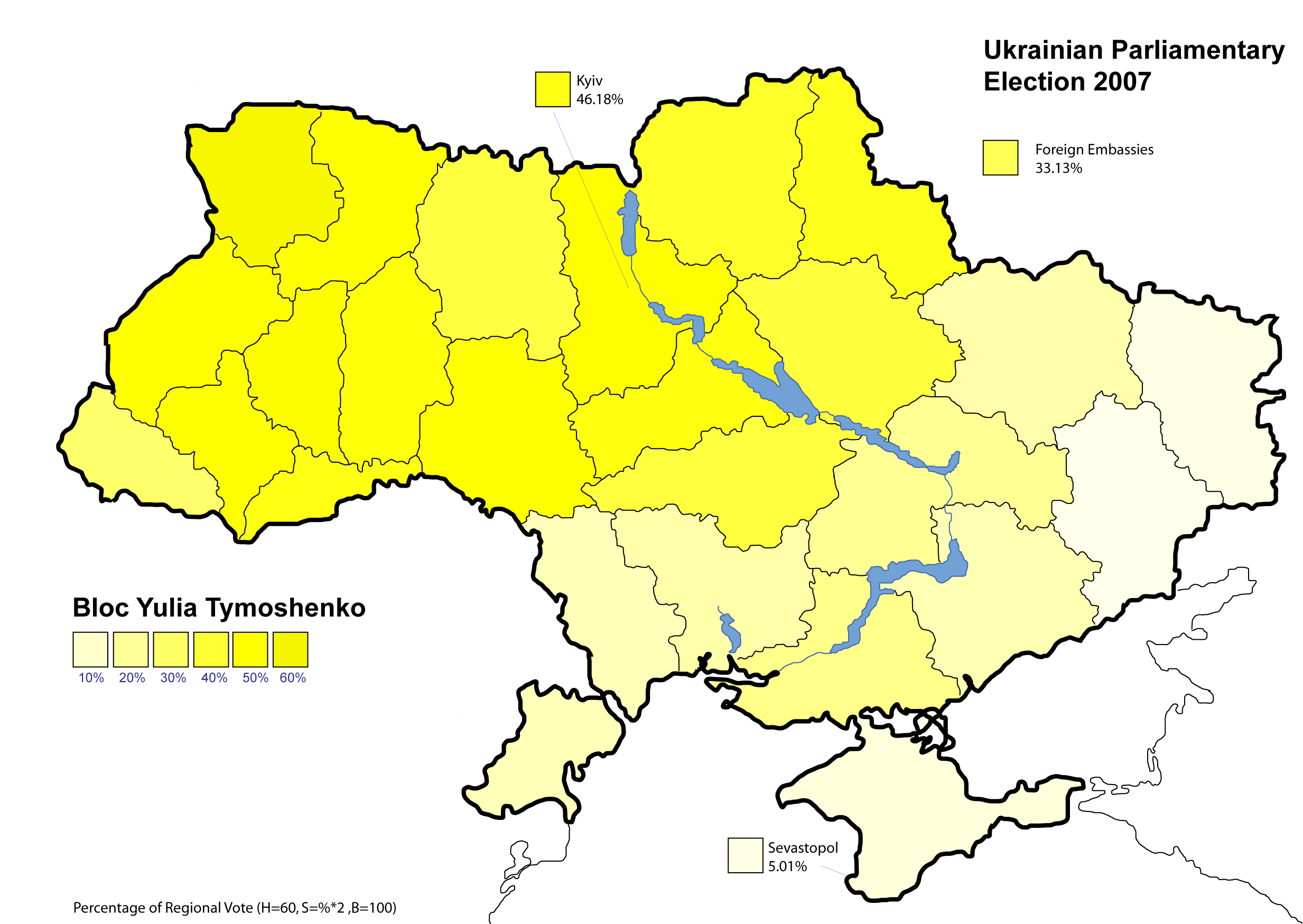
Poparcie dla bloku w wyborach 2007

Na potrzeby wyborów parlamentarnych rozpisanych ostatecznie na 30 września 2007 odnowiono skład koalicji, którą tym razem utworzyły:
- Batkiwszczyna,
- Ukraińska Partia Socjaldemokratyczna,
- Partia Reformy i Porządek.

W pierwszej dziesiątce listy wyborczej BJuT znaleźli się m.in. Julia Tymoszenko, Ołeksandr Turczynow, Mykoła Tomenko, Andrij Szewczenko, Hryhorij Omelczenko oraz liderzy koalicjantów Wiktor Pynzenyk i Jewhen Kornijczuk.
Koalicja uzyskała ponad 30% poparcia, przegrywając ponownie tylko z Partią Regionów. W Radzie Najwyższej Ukrainy VI kadencji blok uzyskał 156 mandatów deputowanych (posłami zostali wszyscy ubiegający się o reelekcję parlamentarzyści poprzedniej kadencji).
W grudniu 2007 Julia Tymoszenko stanęła na czele koalicyjnego rządu BJuT i Naszej Ukrainy-Ludowej Samoobrony, a przedstawiciele jej ugrupowania objęli około połowy resortów. W marcu 2010 blok przeszedł do opozycji. Część parlamentarzystów zaczęła stopniowo przechodzić na stronę rządu Partii Regionów, zaś wobec Julii Tymoszenko wszczęto postępowanie karne. Blok formalnie pozostał nazwą frakcji parlamentarnej do końca VI kadencji w 2012.

## Poparcie w wyborach
| Wybory | Poparcie (lista krajowa) | Zmiana punktów procentowych | Lista krajowa | Zmiana | Okręgi jednomandatowe | Zmiana | Suma |
| ------ | ------------------------ | --------------------------- | ------------- | ------ | --------------------- | ------ | ---- |
| 2002   | 7,25%                    | –                           | 22            | –      | 0                     | –      | 22   |
| 2006   | 22,29%                   | 15,04                       | 129           | 108    | –                     | –      | 129  |
| 2007   | 30,71%                   | 8,42                        | 156           | 27     | –                     | –      | 156  |